# Dodge Charger (2005)
Dodge Charger – samochód osobowy klasy wyższej produkowany pod amerykańską marką Dodge w latach 2005–2023.

## Pierwsza generacja

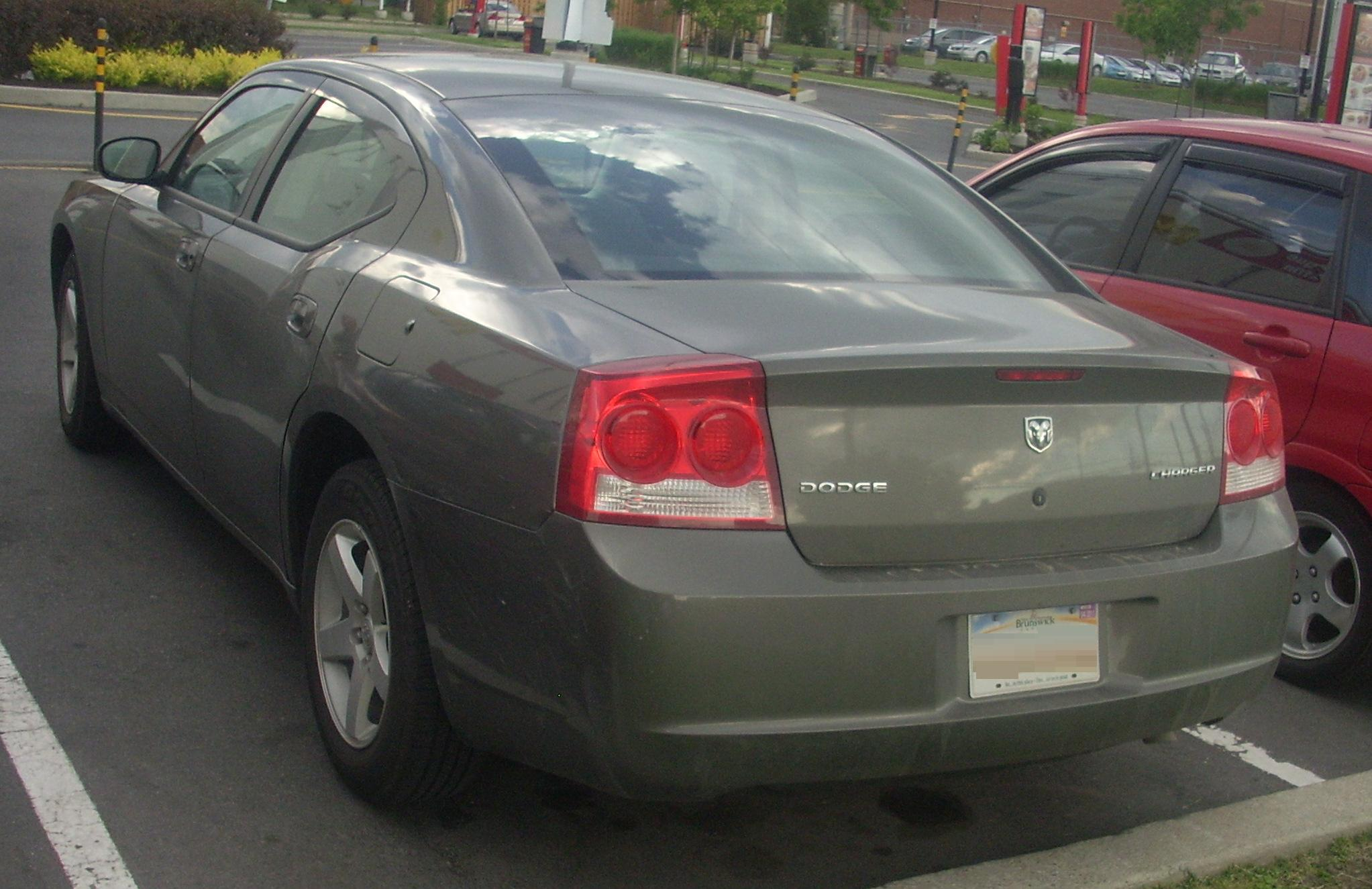
Dodge Charger I - tył

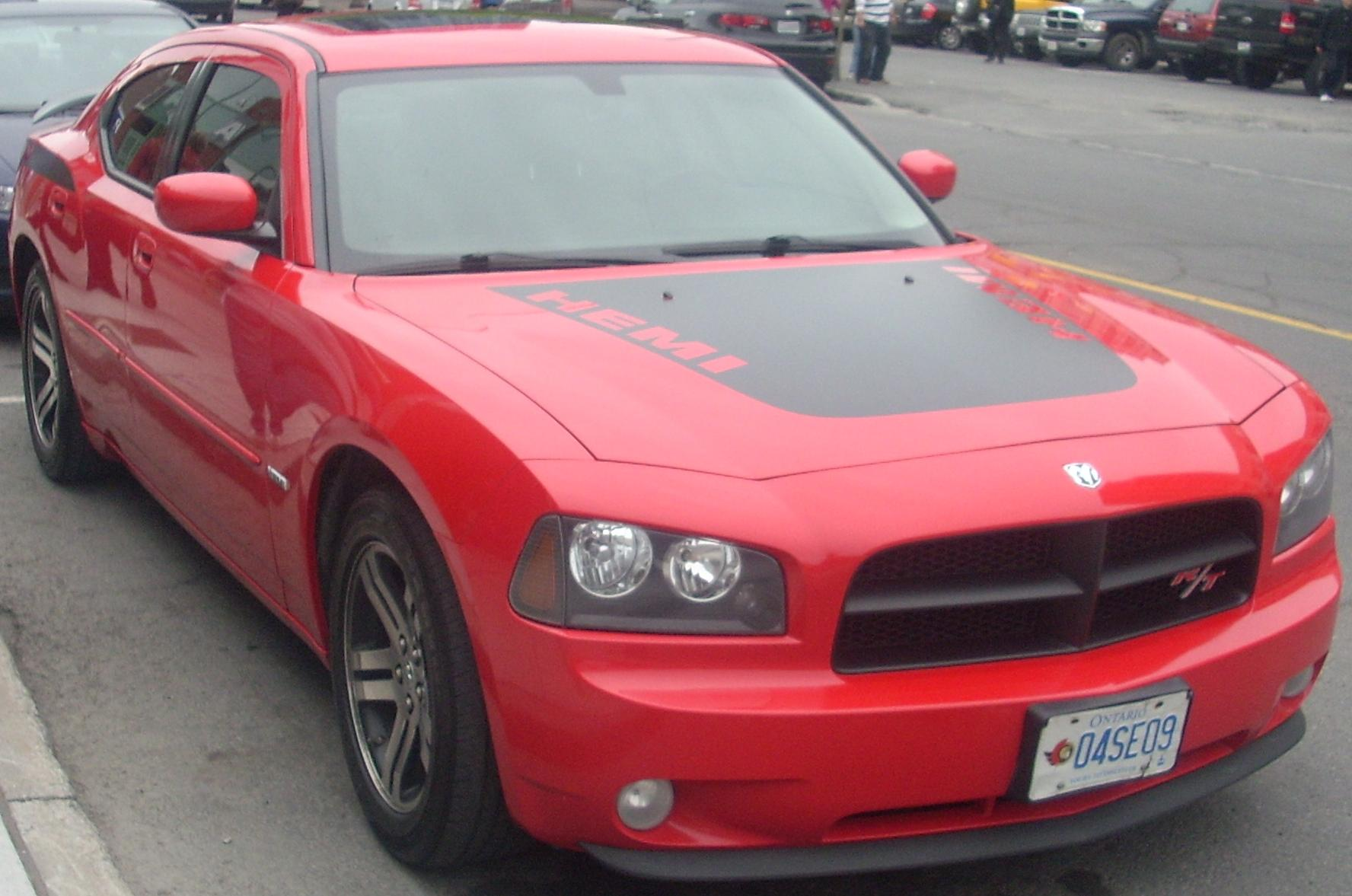
Dodge Charger I R/T

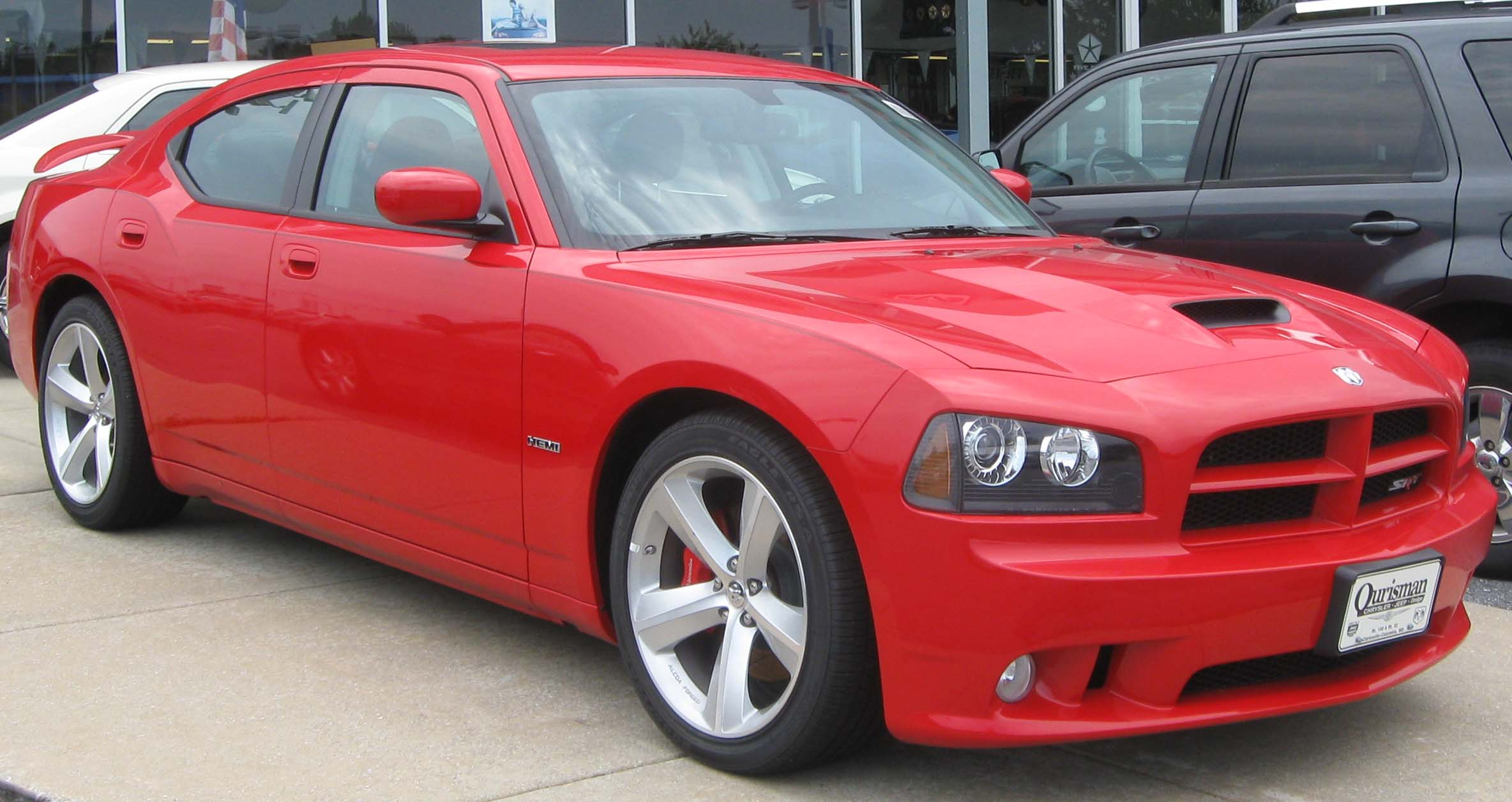
Dodge Charger SRT-8

Dodge Charger I został zaprezentowany po raz pierwszy w 2005 roku.
W połowie pierwszej dekady XXI wieku, po 20 latach przerwy, Dodge zdecydował się reaktywować nazwę Charger po raz trzeci w historii. Tym razem otrzymał ją nie klasyczny samochód sportowy z nadwoziem coupé, lecz duży 4-drzwiowy sedan klasy wyższej, który w dotychczasowej ofercie razem z podobnej wielkości kombi Magnum zastąpił model Interpid. Standardowe przeniesienie napędu na tylną oś było rezultatem zastosowaniem platformy "LX" współdzielonej z Chryslerem 300.
Pierwsza generacja współczesnego Chargera zyskała charakterystyczną, masywną sylwetkę bogatą w masywnie zaroswane błotniki, wyraźnie zaakcentowane tylne błotniki, a także wysoko poprowadzoną linię okien i agresywnie ukształtowane detale pasa przedniego. Zwieńczyły go duży wlot powietrza w kształcie trapezu, który zdominowały akcenty z chromu wraz z centralnie umieszczonym logo firmowym.
Deska rozdzielcza utrzymana została w typowym dla ówczesnych produktów firmy wzornictwie, z prostokątną konsolą centralną wyposażoną w opcjonalny ekran obsługujący m.in. nawigację GPS, a także system łączności z płytami CD lub transmisją danych poprzez Bluetooth. Analogowo-cyfrowe zegary wzbogacono poza klasyczną tarczą prędkościomierza także dwoma wyświetlaczami LCD po skrajnych częściach.

### R/T
Rok po prezentacji podstawowego Chargera, w styczniu 2006 roku zaprezentowana została pierwsza odmiana specjalna, Charger R/T. Pod kątem wizualnym wyróżniła się ona zastąpieniem chromowanych akcentów tymi malowanymi na czarno, a także dodatkowymi detalami w tej barwie znajdującymi się m.in. ma masce. Do napędu tego wariantu wyposażony został 5,7 litrowe V8 z serii Hemi, które rozwinęło moc 340 KM oraz 475 Nm maksymalnego momentu obrotowego.

### SRT-8
Równolegle z pośrednim wariantem R/T, w styczniu 2006 Dodge zaprezentował także topową, wyczynową odmianę SRT-8. Otrzymała ona rozbudowane modyfikacje wizualne, na czele z dodatkowymi nakładkami na progi i zderzaki, wlotem powietrza w masce, tylnym spojlerem, osłoną chłodnicy w kolorze nadwozia i sportowym ogumieniem na 20-calowych alufelgach. Do napędu Chargera SRT-8 pierwszej generacji wykorzystano 6,1-litrowy silnik V8 typu Hemi, który rozwinął moc 425 KM i umożliwił sprint do 100 km/h w 5 sekund.

### Dane techniczne
| Wersja             | Silnik:                   | Układ zasilania: | Średnica × skok tłoka: | St. sprężania: | Moc maksymalna:                    | Maks. moment obrotowy      | Zużycie paliwa (l/100km) |
| Silniki benzynowe: |                           |                  |                        |                |                                    |                            |                          |
| 2.7 SE             | V6 2,7 l (2736 cm³), DOHC | wtrysk           | 86,00 mm × 75,50 mm    | 9,7:1          | 193 KM (142 kW) przy 6400 obr./min | 258 N•m przy 4000 obr./min | 11,4 l/100km             |
| 3.5 SE             | V6 3,5 l (3518 cm³), SOHC | wtrysk           | 96,00 mm × 81,00 mm    | 10,0:1         | 253 KM (186 kW) przy 6400 obr./min | 339 N•m przy 3800 obr./min | 12,0 l/100km             |
| 5.7 R/T            | V8 5,7 l (5654 cm³), OHV  | wtrysk           | 99,50 mm × 90,90 mm    | 9,6:1          | 345 KM (254 kW) przy 5000 obr./min | 525 N•m przy 4000 obr./min | 15,1 l/100km             |
| 6.1 SRT8           | V8 6,1 l (6059 cm³), OHV  | wtrysk           | 103,00 mm × 90,90 mm   | 10,3:1         | 431 KM (317 kW) przy 6200 obr./min | 569 N•m przy 4800 obr./min | 22,7 l/100km             |

## Druga generacja

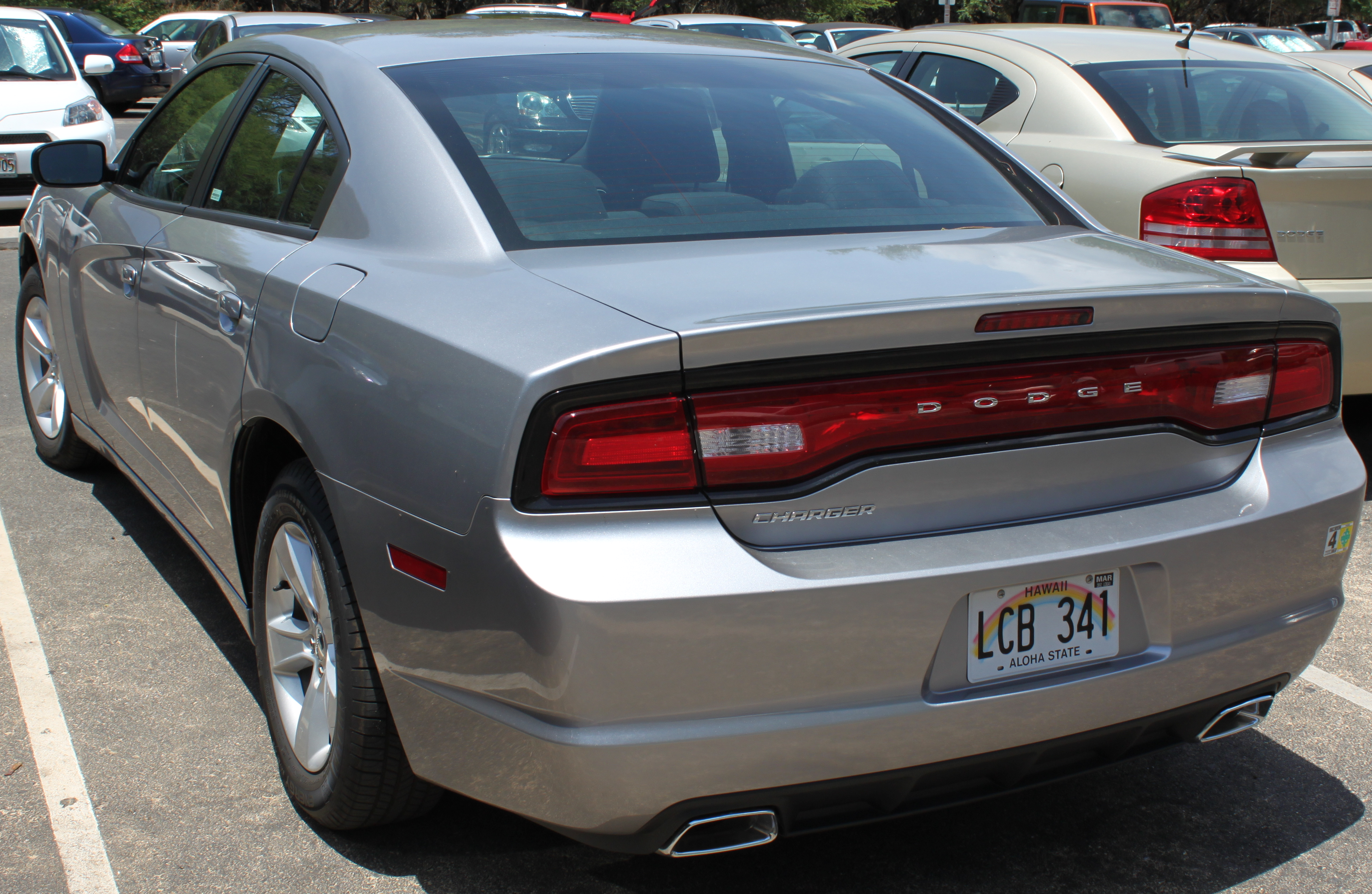
Dodge Charger II

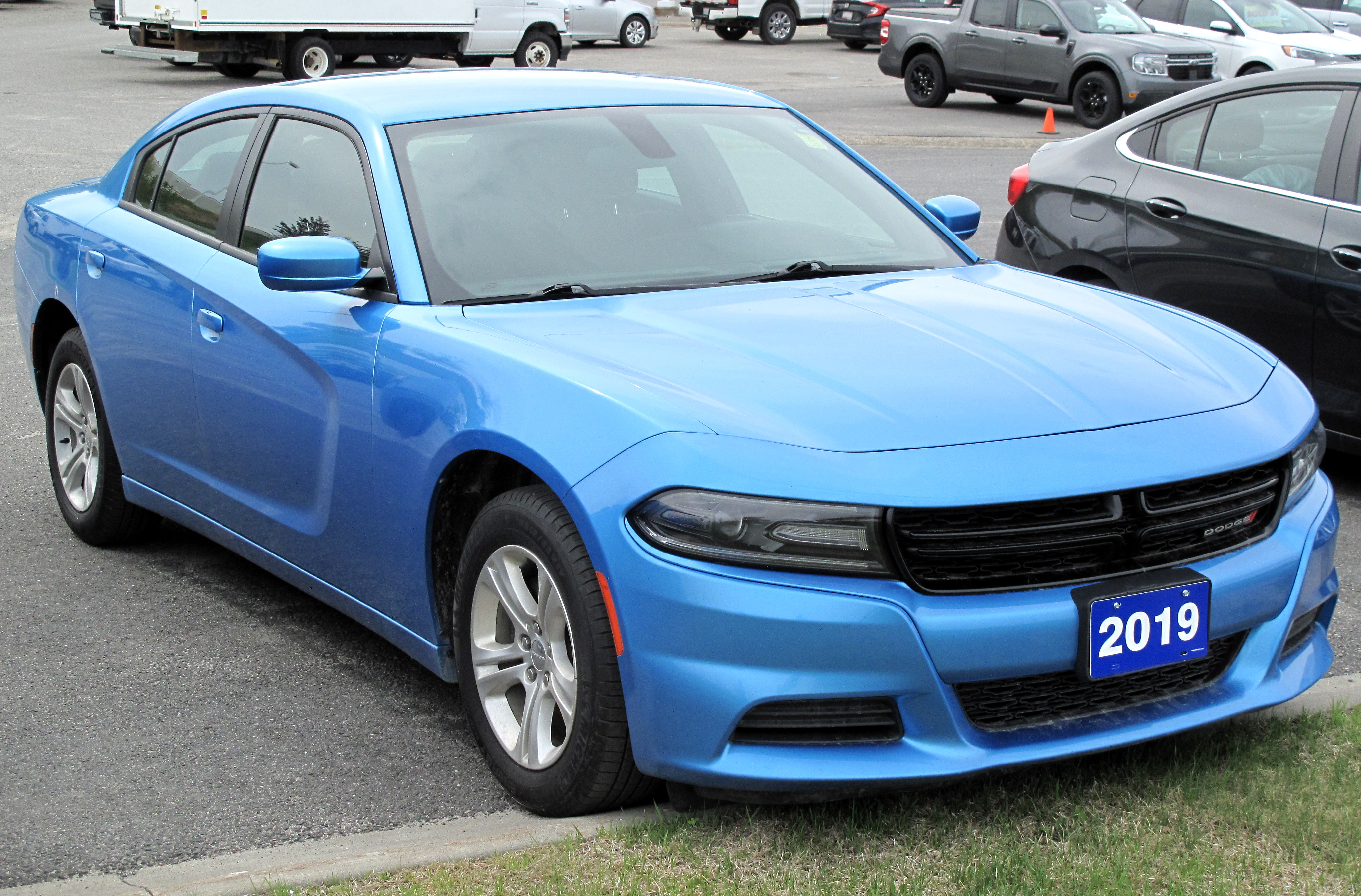
Dodge Charger II po liftingu

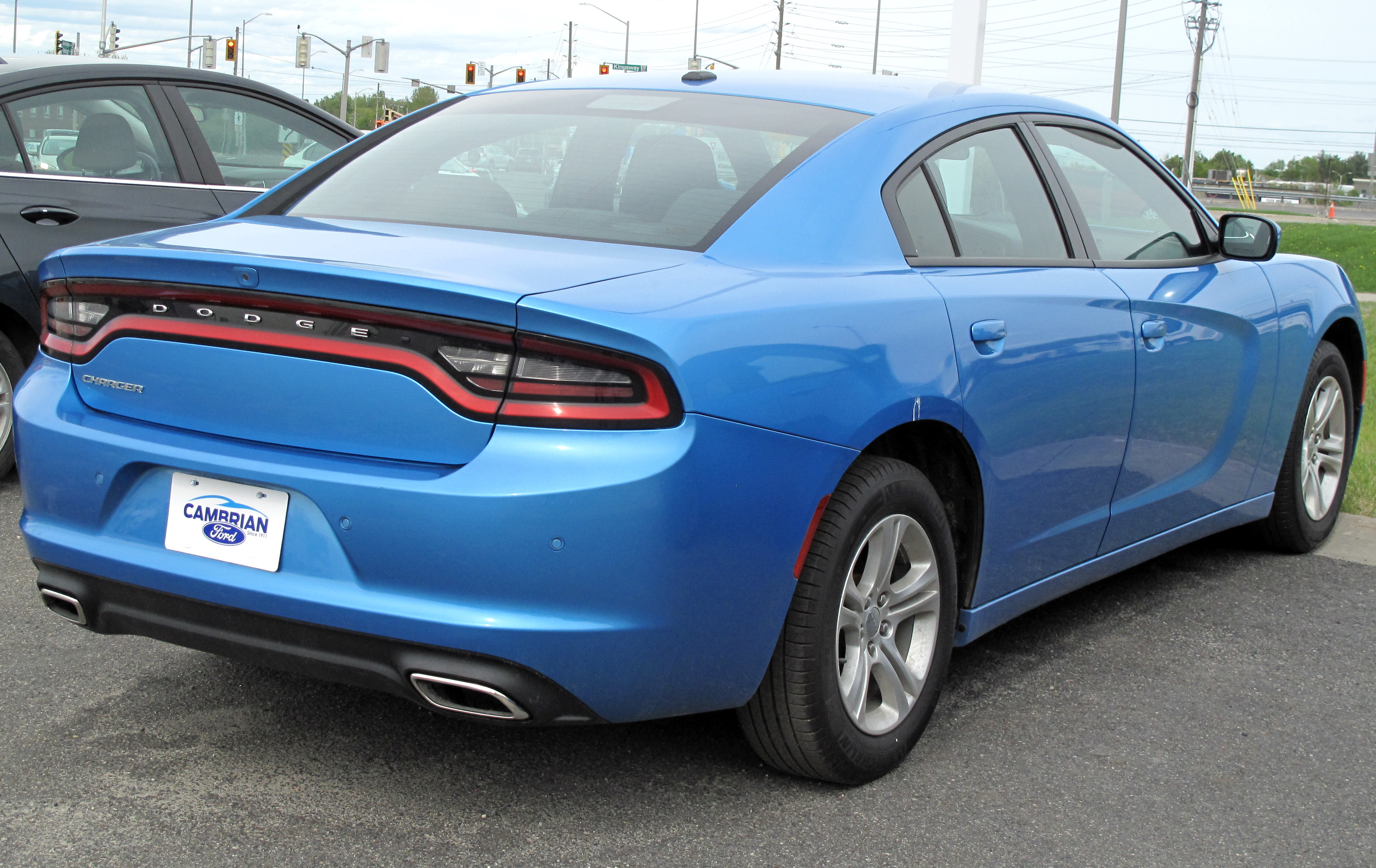
Dodge Charger II - tył po liftingu

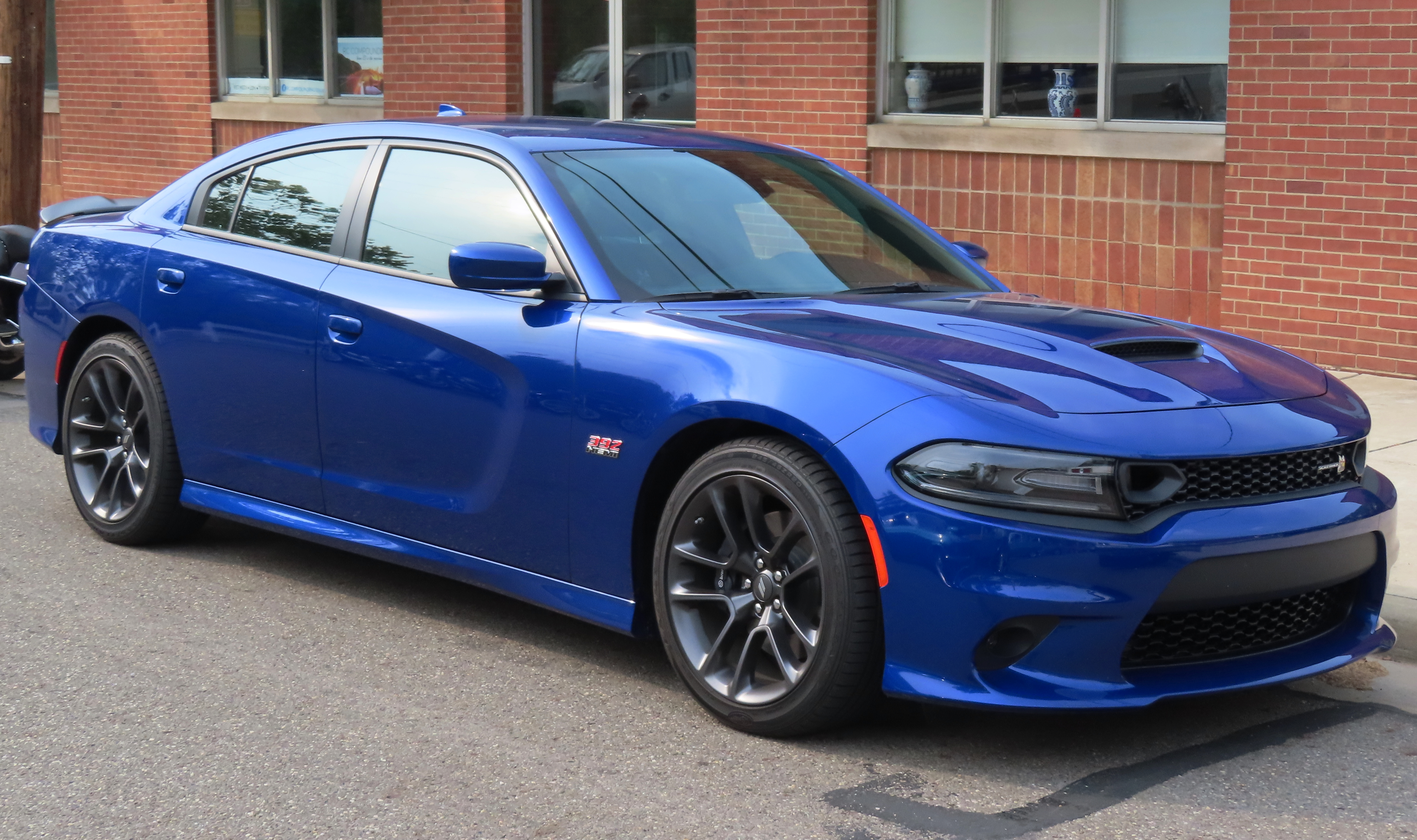
Dodge Charger II po drugim liftingu

Dodge Charger II został zaprezentowany po raz pierwszy w 2010 roku.
5 lat po prezentacji pierwszego współczesnego Chargera jego miejsce w ofercie zajęła głęboko zmodernizowana, kolejna generacja. Choć dłuższa i szersza, pod kątem technicznym przejęła ona dotychczasowe podzespoły, dalej opierając się na tylnonapędowej platformie "LX" stosowanej już przez poprzednika. Pod kątem wizualnym producent zdecydował się z kolei na obszerne, ale zarazem ewolucyjne zmiany, zachowując charakterystyczną muskularną sylwetkę z wysoko poprowadzoną linią okien i agresywnie ukształtowanymi reflektorami sąsiadującymi z dużym wlotem powietrza w kształcie trapezu. Nadkola zostały wyraźniej zaznaczone, z kolei charakterystycznie zarysowana linia boczna inspirowana była drugą generacją pierwszego Chargera z lat 60. XX wieku. Największą zmianą wizualną względem poprzednika stał się wygląd tyłu, gdzie dwa prostokątne reflektory zastąpiła masywna, wysoko osadzona blenda biegnąca przez całą szerokość i pełniąca funkcję oświetlenia. Rozbudowane oświetlenie współtworzyła technologia LED, w samym świetle stopu składając się z 164 segmentów.
Obszerne zmiany względem poprzednika zastosowano w kabinie pasażerskiej. Dotychczasowy, minimalistyczny i prosty projekt zastąpiła koncepcja koncentrująca się na masywniejszej i bardziej rozbudowanej konsoli centralnej. Między dwoma, wysoko osadzonymi nawiewami znalazł się większy ekran systemu multimedialnego obsługującego nawigację Garmin. Ponadto, producent zadeklarował zastosowanie lepszej jakości materiałów wykończeniowych oraz rozbudowę listy elementów wyposażenia standardowego, na czele z systemem monitorowania martwego pola i adaptacyjnym tempomatem.

### R/T
W 2011 roku Dodge rozpoczął rozbudowę gamy wariantów Chargera o pierwszą wersję specjalną. Ponownie zostało nią R/T, wyróżniające się innym projektem zderzaków, czarnym malowaniem detali nadwozia na czele z osłoną chłodnicy oraz innym wzorem alufelg i tylnym spojlerem. Do napędu wykorzystano 5,7 litrowe V8 rozwijające moc 370 KM i 396 Nm maksymalnego momentu obrotowego. Parametry te pozwoliły rozpędzić się do 100 km/h w 5,2 sekundy, a pomimo większej masy całkowitej nowy Charger R/T charakteryzował się krótszą drogą hamowania podczas jazdy torowej.

### SRT-8
Bardziej wyczynowy wariant SRT-8 zadebiutował równolegle z pośrednim R/T, podobnie jak poprzednik otrzymując obszerne modyfikacje wizualne oraz techniczne. Z zewnątrz Charger otrzymał charakterystyczne czarne detale optycznie powiększające wlot powietrza, a także dodatkowe nakładki na zderzaki i progi, większy tylny spojler oraz sportowe ogumienie na 20-calowych alufelgach. Do napędu wykorzystano 6,4 litrowy silnik Hemi V8 rozwijający 465 KM mocy i 631 Nm momentu obrotowego. 

### SRT-8 Hellcat
Z pierwszą dużą restylizacją drugiej generacji Chargera wiązała się także rozbudowa gamy o jeszcze jeden sportowy i głęboko zmodyfikowany wariant. W sierpniu 2014 roku zaprezentowana została odmiana SRT-8 Hellcat, która wyróżniła się większym wlotem powietrza w masce, masywniejszymi zderzakami i nadkolami, sportowymi 20-calowymi alufelgami oraz specjalną kolorystyką nadwozia. Do napędu sedana wykorzystany został 700-konny silnik V8 o pojemności 6,2 litra, który rozwinął 881 Nm maksymalnego momentu obrotowego i do 325 km/h prędkości maksymalnej. Wzmocnione hamulce dostarczyła firma Brembo, z kolei do przeniesienia napędu wykorzystano inną automatyczną skrzynię biegów, o 8 zamiast 5 przełożeń.

### Restylizacje
W kwietniu 2014 podczas targów motoryzacyjnych w Nowym Jorku zaprezentowano wersję po obszernej modernizacji. Samochód otrzymał nowy projekt pasa przedniego, gdzie dotychczasowe kanciaste reflektory zastąpiły węższe, niżej osadzone o bardziej zaokrąglonych kształtach. Sąsiadująca z nimi osłona chłodnicy stała się szersza i zarazem węższa, z kolei w nowym zderzaku umieszczono diody LED do jazdy dziennej. Przeprojektowano jeszcze tylną część nadwozia, którą wyróżniła bardziej zaokrąglona tylna blenda tworząca oświetlenie wraz z przemodelowanym kształtem klapy bagażnika. W kabinie pasażerskiej zmiany zachowały mniej obszerny zakres, z rozbudową listy systemów bezpieczeństwa oraz aktualizacją systemu multimedialnego o obsługę funkcji 3D i stałej łączności z internetem.
Drugą, tym razem skromniejszą w swoim zakresie modernizację, Charger drugiej generacji przeszedł w czerwcu 2018 roku. W ramach nowej polityki stylistycznej, z osłony chłodnicy zniknął charakterystyczny krzyż, a ta wzorem topowej odmiany SRT-8 Hellcat stała się węższa. Przemodelowano przedni zderzak, a także rozbudowano listę systemów bezpieczeństwa wraz z nowym nazewnictwem wariantów wyposażenia.
Pod postacią z 2018 roku Charger pozostał w produkcji przez kolejne 5 lat, z czego już w sierpniu 2022 Dodge zapowiedział plany wycofania się z wytwarzania tego modelu wraz z Challengerem. W lipcu 2023 roku z kolei potwierdzono, że trwająca 18 lat produkcja współczesnego Chargera, z 13 latami przypadającymi na drugą generację, zostanie wygaszona do końca grudnia tego samego roku.

### Silniki
- V6 3.6 Pentastar 292-310 KM
- V8 5.7 HEMI 370-395 KM
- V8 6.4 HEMI 470-495 KM
- V8 6.2 Hellcat 707-727 KM